# Luci di Marfa

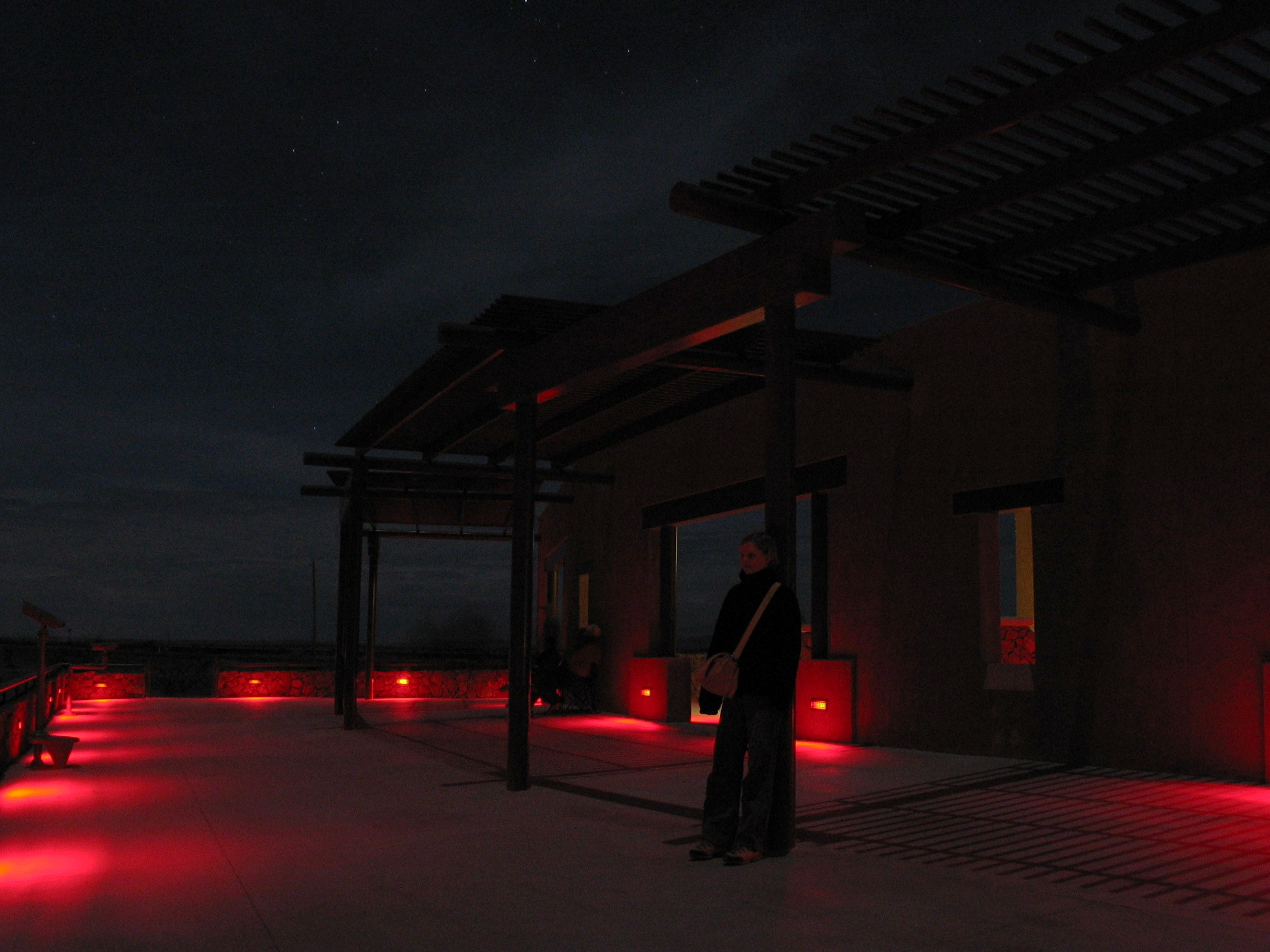
Piattaforma ufficiale di osservazione a est di Marfa

Le luci di Marfa (in inglese Marfa lights), note anche come le luci fantasma di Marfa sono fenomeni luminosi che sono stati osservati vicino alla U.S. Route 67 sul Mitchell Flat a est di Marfa, Texas, negli Stati Uniti d'America. Hanno acquisito notorietà grazie a osservatori che le hanno classificate come fenomeni paranormali, quali fantasmi, UFO, fuochi fatui, ecc. Comunque, le ricerche suggeriscono che nella maggior parte dei casi, se non nella totalità, si tratti di riflessi atmosferici di luci abbaglianti di automobili e fuochi di accampamenti.

## Storia
Il primo resoconto pubblicato delle luci apparve nel numero del luglio 1957 del Coronet Magazine, l'unica fonte che riporta che la prima osservazione delle luci dati al XIX secolo. I rapporti spesso descrivono sfere di luce brillante della dimensione di una palla da basket che fluttuano sopra il terreno, o a volte alte nell'aria. Solitamente, sono descritte di colore bianco, giallo, arancione o rosso, ma talvolta anche verde e blu. Si dice che le sfere restino all'incirca all'altezza della spalla o che si muovano lateralmente a basse velocità. Talvolta, si muovono rapidamente in ogni direzione, con cambi repentini. Appaiono spesso in coppie o gruppi, per dividersi a coppie o riunirsi, per sparire e poi riapparire e, a volte, muoversi in formazioni regolari. Le loro dimensioni sono tipicamente quelle di un pallone da calcio o una palla da basket.
Gli avvistamenti possono essere occasionali e impredicibili, forse intorno ai 10-20 all'anno. Non esistono rapporti affidabili su avvistamenti diurni.
Secondo le persone che affermano di aver visto le luci, esse possono apparire in ogni momento della notte, solitamente a sud della U.S. Route 90 ed ad est della U.S. Route 67, da cinque a quindici miglia a sudest di Marfa, in direzioni non predicibili e apparentemente distanti. Possono persistere da una frazione di secondo a parecchie ore. Sembra che non vi sia alcunché correlabile con le apparizioni delle luci di Marfa a parte il fatto che avvengano in ore notturne.
Compaiono in tutte le stagioni dell'anno e con ogni condizione meteorologica, in apparenza senza che questi fattori le influenzino. Talvolta sono state osservate durante il tardo crepuscolo e l'aurora, quando il paesaggio è scarsamente illuminato. Si dice che siano visibili durante tutto l'anno.
È estremamente difficile avvicinarsi ai punti di comparsa delle luci di Marfa, principalmente a causa del terreno pericoloso di Mitchell Flat. Inoltre, tutto il territorio dove si osservano le luci di Marfa è proprietà privata e l'accesso è proibito senza permesso esplicito dei proprietari.
Lo Stato annota le luci sulle cartine stradali, la città ha edificato una piattaforma di osservazione e la Camera di Commercio di Marfa promuove le luci.
Il Marfa Lights Festival, che dura una settimana, si tiene ogni anno nel centro cittadino.

## Testimoni diUnsolved Mysteries("misteri irrisolti")
Le luci di Marfa sono state il soggetto di un servizio della serie televisiva Unsolved Mysteries. 
In questo servizio, l'anziana residente Julia Plumbley discute l'avvistamento che suo padre Robert Ellison fece al principio del XX secolo. 
Ellison e un collega di un ranch testimoniarono di aver visto le luci e inizialmente pensarono ai fuochi di un accampamento apache, ma i fuochi continuarono ad essere visibili per settimane e oltre.
Un altro residente, Hallie Stillwell, raccontò di essere giunto a Marfa nel 1916 per affari con alcuni componenti della sua famiglia e stava viaggiando in auto vicino alla città quando un familiare fece notare le luci.
Il gruppo le osservò. Stillwell ricordava che "We were just visiting and talking, and all of the sudden we saw lights over on the Chinati Mountains. It couldn't be any kind of car lights. And we first thought probably it was a campfire of Indians or Mexicans, or ranchers. But it didn't act like a campfire at all".
Il servizio mostra un giovane Stillwell che rievoca e commenta le luci che si muovevano con moto circolare e galleggiando sopra il terreno.
"They were peculiar and I'd never seen anything like them before. And of course none of us knew anything about it, we were not scientists or anything like that, so we said 'Well, it couldn't be anything but a ghost, it's just ghost lights.' And from then on we mentioned them as ghost lights."
Il servizio racconta poi di nuove osservazioni delle luci nel 1943 nei pressi della base aerea di Marfa.
Il testimone Fritz Kahl affermò in un'intervista: "When we saw the Marfa lights the first time there was no vehicular traffic at night. Fuel was rationed, lights were a phenomena [sic] in themselves in those days because there were no lights. When the moon is out, it's beautiful. When the moon is not out its so dark it's... awesome. We saw something that was totally foreign to anything in and around the airbase. When we did see the lights we were very curious and we inquired in the village of Marfa about these strange things, and yeah, sure, 'we've got little lights, what else?'".

## Rapporti su avvistamenti di luci notturne similari
Le manifestazioni di luci apparentemente simili sono state registrate in tutto il mondo, come il fenomeno naturale dei fuochi fatui.

## Spiegazioni
Si escludono origini paranormali delle luci, attribuendole ad avvistamenti erronei di normali luci notturne, come ad esempio luci di veicoli lontani, luci di ranch o oggetti astronomici.
I critici osservano anche che il citato "View Park", un parcheggio posto sul lato sud della strada U.S. Route 90 a circa 9 miglia (14 km) a est di Marfa, è situato presso il sito del Marfa Army Airfield, dove decine di migliaia di persone erano di stanza tra il 1942 e il 1947 e si istruivano i piloti americani ed alleati.
Questa grande base aerea fu poi utilizzata per anni come aeroporto regionale, con un servizio giornaliero.
Tra il Marfa AAF e gli aeroporti satelliti — ciascuno costantemente pattugliato da sentinelle — essi ritengono improbabile che fenomeni reali non siano mai stati osservati né riportati.
La spiegazione dominante fra gli scettici ritiene le luci una specie di miraggio causato da gradienti di temperatura molto netti tra strati freddi e caldi dell'aria.
Marfa si trova ad un'altitudine di 1 429 m s.l.m. e temperature differenziali di 28–33 °C tra massima e minima sono abbastanza frequenti.
Il tentativo durato quattro notti effettuato dagli studenti della Università del Texas a Dallas (si veda la sezione seguente) si concentrò sulle luci delle automobili e concluse che le luci dei veicoli sono visibili dal View Park.
Anche lo Aerial Hyperspectral and Reflection Study (si veda la sezione "Studi spettroscopici" nel seguito) si focalizzò per una notte sulle luci veicolari riflesse sulla Highway 67.
Questi studi dimostrano che le luci veicolari sono visibili dal View Park e che sembrano misteriose a molti visitatori del parcheggio.
Si dimostra facilmente che i fari abbaglianti delle automobili sono molto visibili anche a grandi distanze e le luci di Marfa possono essere definitivamente identificate con i fari abbaglianti delle automobili.
La completa assenza di rapporti da parte delle decine di migliaia di potenziali osservatori presso il Marfa AAF e gli aeroporti satelliti è in accordo con le teorie che ritengono che le luci siano sorgenti luminose di origine umana.

## Le ricerche degli studenti della Society of Physics del 2004
Nel maggio 2004, un gruppo di studenti della Society of Physics presso la Università del Texas a Dallas trascorsero quattro giorni ricercando e registrando le luci osservate a sudovest del parco di osservazione, utilizzando apparecchiature per il monitoraggio del volume di traffico, videocamere, binocoli e auto da inseguimento. Il loro rapporto portò alle seguenti conclusioni:
- la U.S. Highway 67 è visibile dal punto di osservazione delle luci di Marfa.
- La frequenza delle luci a sudovest del parco di osservazione si correla alla frequenza del traffico veicolare sulla U.S. 67.
- Il moto delle luci osservate avveniva in linea retta, corrispondendo alla U.S. 67.
- Quando il gruppo parcheggiò un veicolo sulla U.S. 67 e lampeggiò, la luce fu visibile dal punto di osservazione e sembrava essere una luce di Marfa.
- Un'auto che sorpassava il veicolo parcheggiato apparve al punto di osservazione come una luce di Marfa che oltrepassava un'altra.

Essi conclusero che tutte le luci osservate nel corso delle quattro notti a sudovest del punto di osservazione potevano essere attendibilmente attribuite ai fari abbaglianti di automobili che percorrevano la U.S. 67 tra Marfa e Presidio (Texas).

## Studi spettroscopici
Per 20 notti, nel maggio 2008, scienziati della Università del Texas usarono apparecchiature spettroscopiche per osservare le luci dalla stazione di osservazione. Essi registrarono un certo numero di luci che "potevano essere erroneamente classificate come luci di origine sconosciuta", ma in ogni caso i movimenti delle luci e i dati strumentali poterono essere facilmente spiegati come fari abbaglianti di automobili o piccoli fuochi.

## Ubicazione

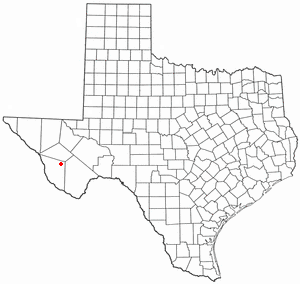
Marfa (Texas) è situata alle coordinate 30°18′43″N 104°01′29″W.
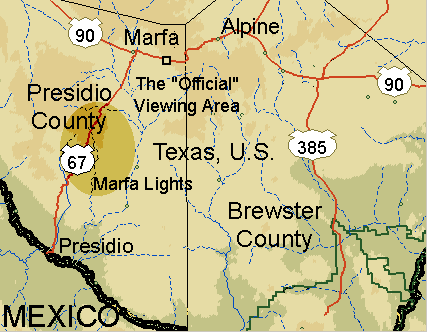
La scritta "luci di Marfa" all'interno di questa immagine mostra l'area in cui i fari delle automobili (non le luci di Marfa) possono essere visti sulla Highway 67. Aneddoti riportano che le luci di Marfa sono tipicamente osservate a ovest, a sud e a sudest del Parco di Osservazione piuttosto che a sudovest come mostrato in questa foto.